# D 855 (Türkei)
Die Straße D 855 (Devlet yolu 855) ist eine 155 km lange Straße in der Türkei. Sie verbindet die Provinzhauptstadt Ordu am Schwarzen Meer mit der Straße D 100. Ein zweiter, kurzer Abschnitt (9 km Länge) findet sich bei Sivas.

## Verlauf
Die Straße zweigt in Ordu von der Schwarzmeerküstenstraße D 010 (Europastraße 70) zunächst nach Südwesten ab, führt über Ulubey nach Gürgentepe und weiter nach Süden über den Pass Gürgentepe Geçidi (1275 m) nach Gölköy. Von dort aus überschreitet sie den Pass Harçbeli Geçidi (1490 m) und führt in südsüdöstlicher Richtung nach Mesudiye und weiter zur West-Ost-Achse D 100 (Europastraße 80), die bei Koyulhisar erreicht wird.